# Hyposoter fuscitarsus
Hyposoter fuscitarsus là một loài tò vò trong họ Ichneumonidae.